# Коляскин, Владимир Васильевич
Владимир Васильевич Коляскин (9 июля 1931 — 25 декабря 1989) — советский инженер-конструктор, разработчик большинства ракет и противоракет, произведённых в МКБ «Факел».

## Биография
Родился в Москве в семье Василия Михайловича Коляскина (1909—1954), помощника А. И. Микояна по вопросами строительства хлебозаводов и других предприятий пищевой промышленности в Москве и Подмосковье. Мать — Анна Корнеевна Коляскина (урождённая?, 1910—1992). Семья жила в «Доме на Набережной», окончил 19-ю школу. В 1955 году выпускник МВТУ имени Н. Э. Баумана. По распределению поступил в ОКБ-2 (МКБ «Факел»). Там последовательно занимал должности инженера-испытателя, старшего, затем ведущего инженера и ведущего конструктора темы.
В 1956 году на полигоне «Капустин Яр» при испытаниях зенитного ракетного комплекса С-75 после 10 неудачных пусков подряд испытания были остановлены. На выяснение причины неисправностей понадобился месяц. Именно 25-летнему инженеру В. В. Коляскину удалось установить причину — прогорание в камере сгорания датчика давления газов новой конструкции. После этого эпизода с установлением причины неудачных пусков, как считают биографы, «служебный взлёт Коляскина состоялся практически мгновенно». Вскоре его назначили ведущим конструктором по одной из перспективных разработок КБ — ракете 17Д с твердотопливным ракетно-прямоточным двигателем.
В ОКБ-2 были проведены предварительные проработки двухступенчатой зенитной ракеты с маршевым комбинированным ракетно-прямоточным двигателем на базе ракеты В-755, первый пуск которой состоялся в мае 1958 года. Полученные в ОКБ-2 результаты стали основой Постановления ЦК КПСС и Совета министров СССР от 4 июня 1958 года № 608—293 о создании комплекса С-75М, предусматривавшим также создание ракеты В-755 с применением ЖРД на маршевой ступени. Работы по созданию системы управления и бортовой аппаратуры ракеты В-757 должны были выполняться в КБ-1, а разработка экспериментальной ракеты, получившей заводское обозначение 17Д, в ОКБ-2 и на его филиале, размещавшемся на московском заводе № 41. Ведущим конструктором новой разработки был назначен В. В. Коляскин. В 1962 году В. В. Коляскин стал главным конструктором филиала ОКБ-2 на заводе «Авангард» (№ 41).
В 1965 году вместе с группой коллег получил Ленинскую премию за комплекс работ по совершенствованию систем С-25 и С-75.
Весной 1966 года Коляскин вернулся в ОКБ-2 с его филиала, завода «Авангард». В том же 1966 году стал первым заместителем главного конструктора МКБ «Факел».
Участвовал в проектировании, испытании и внедрении в производство большинства ракет и противоракет, разработанных на «Факеле». Лауреат Государственной премии.
Скончался в 25 декабря 1989 года. Похоронен рядом с могилой родителей на Новодевичьем кладбище.

## Семья
- Жена — Галина Ильинична Коляскина[2], урождённая Семёнова (род. 1932).
  - Дочь — Елена Владимировна, в замужестве Павлова (1956—2009)[1]
  - Сын — Василий Владимирович Коляскин
- Брат — Юрий Васильевич Коляскин (1940—2015)[1]